# 玉山黄肉楠
玉山黄肉楠（学名：Actinodaphne morrisonensis）为樟科黄肉楠属下的一个种。

## 扩展阅读
- 維基物種上的相關：玉山黄肉楠